# Gåsholmen, Björneborg
Gåsholmen (finska: Hanhiluoto) är en ö i Finland. Den ligger i Kumo älv och i kommunen Björneborg i den ekonomiska regionen  Björneborgs ekonomiska region  och landskapet Satakunta, i den sydvästra delen av landet, 220 km nordväst om huvudstaden Helsingfors. Öns area är 3,85 kvadratkilometer och dess största längd är 5,7 kilometer i sydöst-nordvästlig riktning.